# شیرکوه حاجی رسولی
شیرکوه حاجی رسولی (متولد ۱ سپتامبر ۱۹۸۰ شیراز) یک ایرانی-کانادایی و بازیکن حرفه‌ای فوتبال کانادایی است . او در تیم‌های مونترال آلواتس و لیون بی‌سی از لیگ فوتبال کانادا بازی می‌کند.